# گزارمان
گزارمان (به انگلیسی: Annotation) یادداشتی است که به شناسهٔ مدرک در یک فهرست، سیاههٔ کتاب‌های خواندنی، کتاب‌شناسی و غیره اضافه می‌شود و آن را ـ با بیان جزئیات، موضوع، حدود، هدف و سایر مشخصات ـ توصیف می‌کند. به‌ عبارت دیگر، یک فرادادهٔ متصل به متن، تصویر یا داده‌های دیگر است. (برای مثال یک دیدگاه، توضیح، کدهای نمایشی) اغلب حاشیه‌نویسی ارجاع به یک بخش خاص از داده‌های اصلی است.
گزارمان یادداشتی است که برای ارائهٔ اطلاعات بیشتر دربارهٔ مدرک، به شناسهٔ فهرست، کتاب‌شناسی و غیره افزوده می‌شود.

## انواع گزارمان

### گزارمان محض
این گزارمان توصیف واقعی از مندرجات کتاب است و اطلاعاتی را که در بخش رسمی شناسه داده نشده اضافه، و اطلاعات زیر را مشروحاً با ذکر جزئیات بیان می‌کند:
- معرفی نویسنده و تجارب خاصش، که در تألیف کتاب مؤثر بوده‌است؛ موضوع، نظریه و جنبه‌های خاص مربوط به آن؛ روش بررسی موضوع؛ سطح بررسی و میزان دانشی که نویسنده لازم داشته‌است؛ دیدگاه مؤلف؛ منظور کتاب و ردهٔ خواننده‌ای که این اثر برای او نگاشته شده‌است.

### گزارمان انتقادی
این توصیف نشان می‌دهد که ـ از نظر توصیف‌نویس ـ نویسنده به هدفی که از تألیف کتاب داشته نائل آمده‌است یا نه.
- درحالی‌که گزارمان محض اغلب در فهرست‌های داخل کتابخانه به‌کار می‌آید، گزارمان انتقادی اغلب در فهرست‌های کتاب و موارد مشابه برای استفاده در خارج از کتابخانه به‌کار می‌رود.[۲]

## ادبیات و آموزش

### دانش متنی
کاوش متنی، رویه‌ای است که اغلب از فن گزارمان برای شرح یا افزودن محتوای زمانی به متون یا اسناد فیزیکی استفاده می‌شود.

### استفاده‌های دانشجویی
دانش‌آموزان و دانشجویان اغلب، به‌منظور یافتن آسان‌تر عبارات کلیدی در مراجعات بعدی، از برجسته کردن یا حاشیه‌نگاری متون کتاب‌ها و جزواتشان استفاده می‌کنند. یکی از فنون آموزشی که در زمان تحلیل متون ادبی به‌وسیلهٔ دانشجویان یا استادان استفاده می‌شود، دایره کشیدن در اطراف متن و ایجاد مستطیلی برای ارائهٔ شرح دربارهٔ عبارت موردنظر است.
کتاب‌شناسی‌های توصیفی به قرار دادن یادداشت در مورد ارتباط موضوعی یا کیفیت هر منبع، و نیز اطلاعات کتاب‌شناسی می‌پردازند.

### یادگیری و آموزش
از دیدگاه شناختی، گزارمان نقش مهمی در یادگیری و آموزش دارد. برخی از انواع گزارمان عبارت‌اند از: پررنگ کردن، نام‌گذاری یا برچسب‌گذاری و یادداشت‌گذاری. به این هدف که توجه یادگیرندگان بدان قسمت‌ها جلب شود. به‌عبارت‌دیگر، گزارمان از به‌کارگیری انواع نشانه‌ها، تا به‌کارگیری نمایه‌های دیداری متنوع است. به‌کارگیری گزارمان همچنین در زمان ارائهٔ گزارش‌های تخصصی از قبیل گزارش‌های پزشکی به دیگران، و نیز در انتقال مفاهیم دیداری اهمیت دارد. بنابراین، می‌توان گفت، گزارمان سطوح مختلفی از دانش را به مخاطبان ارائه می‌دهد. ارزش به‌کارگیری گزارمان در انتقال اطلاعات به‌صورت تجربی به‌اثبات رسیده‌است. در این راستا، مطالعه‌ای نشان داده که در ارائهٔ مشاوره‌های تلفنی مبتنی بر رایانه، به‌کارگیری گزارمان‌ها در زمان ارائهٔ اطلاعات دیداری به همراه سخن گفتن، موجب بهبود قابل‌ملاحظهٔ انتقال دانش نسبت به حالت عدم به‌کارگیری گزارمان‌ها در کنار ارائهٔ اطلاعات تصویری و صحبت کردن می‌شود.